# Bruderrat der EKD
Nach dem Ende des Zweiten Weltkriegs tagte der Reichsbruderrat der Bekennenden Kirche weiter als Bruderrat der EKD (Evangelische Kirche in Deutschland). Den Leitungsanspruch, den er aus dem von der Dahlemer Synode ausgerufenen kirchlichen Notrecht ableitete, gab er 1948 an den Rat der EKD ab.
Sein erster Vorsitzender (1945–1946) war Hans Asmussen. Ihm folgte (1946–1947) Heinrich Held, (1947–1949) Joachim Beckmann und ab 1949 Martin Niemöller. Nach der Beendigung des kirchlichen Notrechts wurden die Landesbruderräte gebeten, bis zum 1. Mai 1949 ihre Vertreter neu zu benennen. Diese wählten in der Sitzung am 1. und 2. Dezember 1949 in Darmstadt (bei der auch die Eröffnung der Geschäftsstelle in Darmstadt unter der Leitung des Geschäftsführers Herbert Mochalski stattfand) zehn weitere Mitglieder hinzu, wie das Verfahren bereits bei der Oeynhauser Bekenntnissynode 1936 vorsah.
1952 wurde seine Geschäftsstelle aufgelöst, nachdem konservativere, lutherische Landeskirchen nicht mehr bereit waren, seine Arbeit mitzufinanzieren, weil er sich gegen die deutsche Wiederbewaffnung gewandt hatte.
Das Darmstädter Wort war seine bekannteste Veröffentlichung.

## Mitglieder des Bruderrats zu Jahresbeginn 1950

### Durch die Landesbruderräte entsandte Mitglieder
- Rheinland: Joachim Beckmann
- Westfalen: Wilhelm Niemöller
- Berlin: Hans Böhm
- Brandenburg: Kurt Scharf
- Provinz Sachsen und Anhalt: Konsistorialpräsident Hofmann
- Ostpreußen und Danzig: Hans Joachim Iwand
- Schlesien: Werner Schmauch
- Pommern: Gerhard Gehlhoff
- Land Sachsen: Hermann Klemm
- Hannover, Braunschweig und Schaumburg-Lippe: Adolf Wischmann
- Bayern: Eduard Putz
- Württemberg: Theodor Dipper
- Baden: Ernst Köhnlein
- Hessen-Nassau: Wilhelm Nils Fresenius
- Mecklenburg: Landessuperintendent Steinbrecher
- Schleswig-Holstein: Pfarrer Thedens
- Thüringen: noch offen
- Oldenburg und Bremen: Heinz Kloppenburg
- Ev.-ref. Nordwestdeutschland und Lippe: Präses Jürges
- Kurhessen: Propst Hilmes
- Hamburg und Lübeck: Bernhard Forck
- Pfalz: Karl Groß[3]

### Hinzugewählte (kooptierte) Mitglieder
- Martin Niemöller
- Wilhelm Niesel
- Hans Schmidt
- Hermann Albert Hesse
- Synodalpräses Mager (Dresden)
- Reinhold von Thadden-Trieglaff
- Hermann Ehlers
- Studienrat Kehrl (Jena)
- Ludwig Metzger
- Assessor Fratzscher (Hannover)[3]